# Неводники
Неводники (пол. Niewodniki) — село в Польщі, у гміні Домброва Опольського повіту Опольського воєводства.
Населення — 414 осіб (2011).

## Демографія
Демографічна структура станом на 31 березня 2011 року:
|          | Загалом | Допрацездатний вік | Працездатний вік | Постпрацездатний вік |
| -------- | ------- | ------------------ | ---------------- | -------------------- |
| Чоловіки | 207     | 50                 | 131              | 26                   |
| Жінки    | 207     | 39                 | 130              | 38                   |
| Разом    | 414     | 89                 | 261              | 64                   |